# Людвіг ван Бетховен
Лю́двіг ван Бетхо́вен (нім. Ludwig van Beethoven, [ˈluːtvɪç fan ˈbeːtˌhoːfn̩]ⓘ; 16 грудня 1770, Бонн — 26 березня 1827, Відень) — німецький композитор і піаніст, останній представник «віденської класичної школи».
Бетховен — ключова фігура класичної музики в період між класицизмом і романтизмом, один з найбільш виконуваних композиторів у світі. Він писав у всіх тодішніх жанрах, включаючи оперу, музику до драматичних спектаклів, хорові твори. Найбільш значними в його спадщині вважають інструментальні твори: фортепіанні, скрипкові і віолончельні сонати, концерти для фортепіано, для скрипки, квартети, увертюри, симфонії. Творчість Бетховена справила значний вплив на симфонізм XIX і XX століть.

## Життєпис

### Дитинство

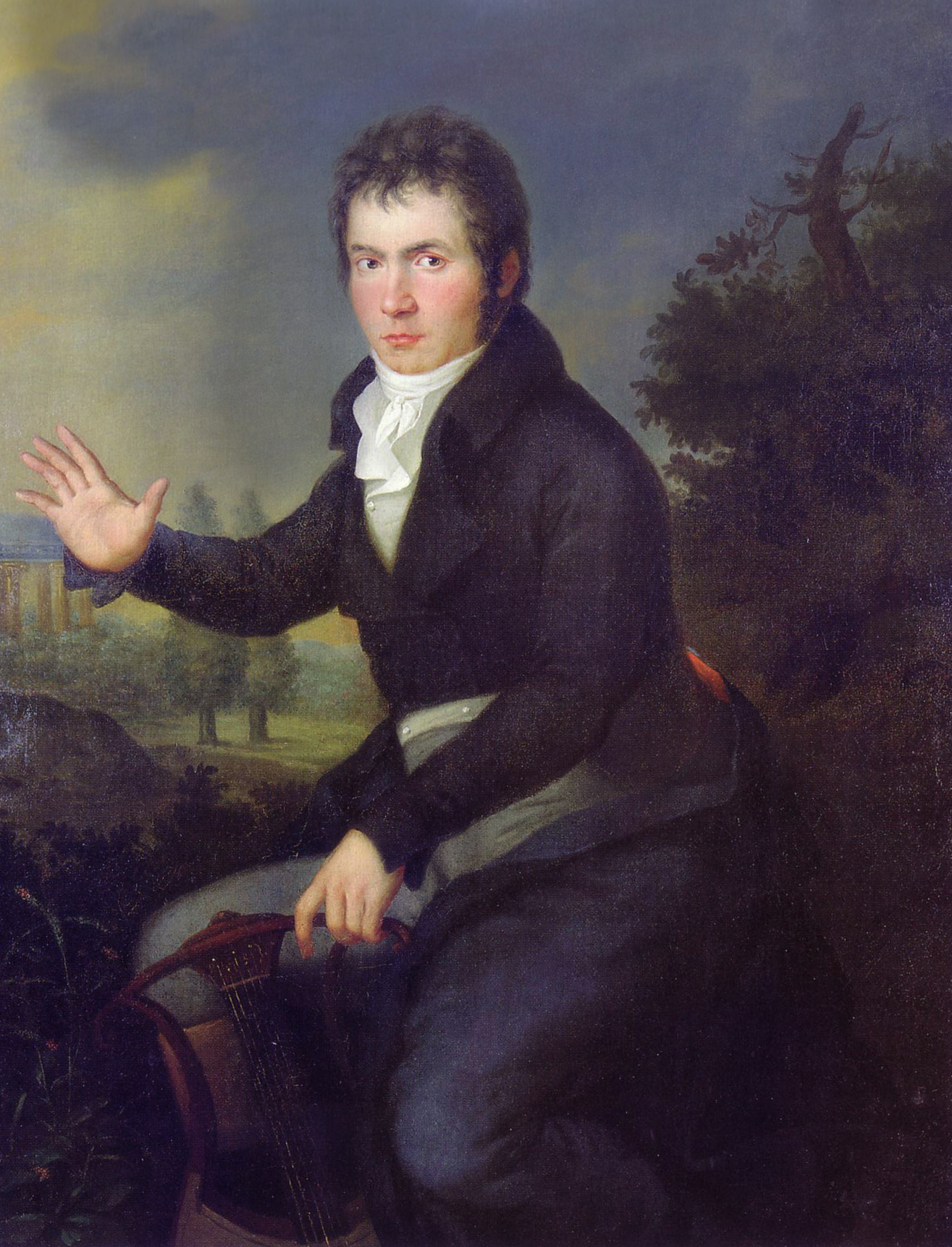
Молодий Бетховен

Людвіг ван Бетховен народився 16 грудня 1770 року в сім'ї придворних музикантів у місті Бонн. Батько був придворним музикантом, викладав вокал, теорію музики та гру на клавесині. Він жадав своєму синові слави і організовував синові концерти в Кельні (1778), Роттердамі (1781), проте ці концерти не виправдали його сподівань. До 11-ти років у малого Бетховена не було системних занять: його навчали музиканти, знайомі батька. Та в 1779 році до Бонна приїхав відомий композитор, органіст, письменник Крістіан-Ґотліб Нефе, який вплинув на формування Бетховена як творчої особистості і в якого юний Бетховен навчався, починаючи з 1779 року. Нефе познайомив свого учня з творчістю великих німецьких композиторів минулих часів, зокрема «Добре темперованим клавіром» Йоганна Себастьяна Баха, з творами Георга Фрідріха Генделя тощо.

### Боннський період
Людвіг розпочав свою трудову діяльність професійного музиканта в дуже юному віці. В 1782 році (під час від'їзду Нефе) виконував обов'язки придворного органіста, а вже у 13 років був зарахований клавесиністом у придворний оркестр. З 1788 року Бетховен проводить ще й приватні уроки, адже на його юнацькі плечі «впав» тягар утримування родини. Та все ж більшу частину свого часу Бетховен присвячував творчості. Серед перших творів (написав їх у 13 років): варіації на марш Дреслера c-moll та три сонати для клавесина.
Боннський період був для Людвіга особливим, тому що, працюючи в різних жанрах, композитор зумів віднайти риси своєї творчої індивідуальності. Бетховен був висококультурною людиною, хоча з 11 років він, з певних причин, не відвідував школу. Свій світогляд розширював самоосвітою: вивчав французьку та італійську мови, латину, класичну літературу, а також читав грецьких письменників, знав напам'ять багато творів Шекспіра. Бетховен із дитинства був добре ознайомлений з німецькою літературою. Пізніше до його захоплень додалася ще й перська поезія, у тому числі філософські вірші Омара Хаяма.

### У Відні
Велику роль у творчому становленні Бетховена відіграли такі композитори, як Моцарт і Гайдн. Вже під час першого знайомства, Моцарт був приємно вражений імпровізаціями Людвіга і говорив своїм друзям, що молодий музикант матиме велике майбутнє. А Гайдн, у свою чергу, погодився із ним працювати (він був у захваті від почутої кантати Бетховена). Восени 1792 року Бетховен переїхав у Відень — це був початок нового періоду життя і творчості.
Протягом двох століть Відень був одним з найбільших музичних центрів Європи. Ще у XVII столітті Віденський двір відігравав роль «оперної філії» Італії, а вже у XVIII столітті Відень пропонує публіці різноманітні багатонаціональні оперні вистави. Коли Людвіг ван Бетховен опинився у Відні, то одразу почав виступати в аристократичних салонах як віртуоз-піаніст (одразу здобув великий успіх). З його майстерністю не могли зрівнятись інші піаністи того часу. На першому ж виступі перед аудиторією Людвіг виконав свій фортепіанний концерт B-dur — це перший концерт, визнаний під № 2. У цей час Бетховен також готує до видання три свої фортепіанні тріо op. 1 — перший цикл, якому автор надав номер опусу. Ці виступи у Відні принесли Бетховену великий успіх. Після концертів у Празі та Берліні були опубліковані перші фортепіанні сонати ор. 2, присвячені Гайдну. З того часу Бетховен — віртуоз і композитор — завойовує любов публіки. Йому вдавалося не лише виконувати свої твори, а й публікувати їх.

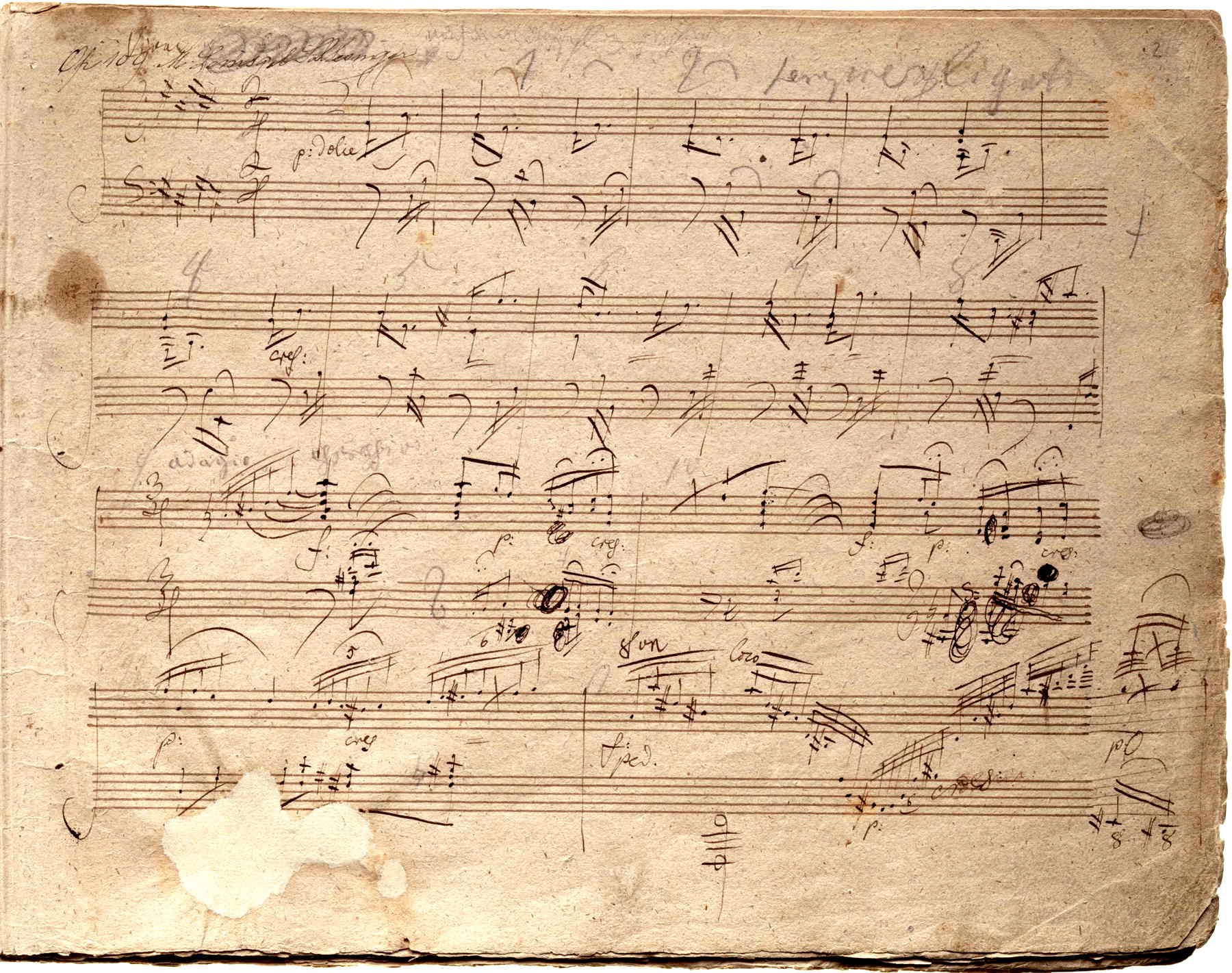
Правопис Бетховена — Соната Op. 109

До основних творів раннього періоду творчості Бетховена належать: 20 фортепіанних сонат, дві симфонії, шість квартетів, три тріо, септет, дев'ять сонат для скрипки з фортепіано, дві сонати для віолончелі з фортепіано, два квінтети, три фортепіанних концерти, балет «Творення Прометея», ораторія «Христос на Оливній горі». Все це було написано у різних жанрах з високою майстерністю, композиторською індивідуальністю, що було прийнято називати раннім Бетховенським стилем.
Також звертає на себе увагу рід інтонацій ранньої творчості композитора і його віденських попередників. В основному Бетховен ще зберігає «витончені» звороти XVIII століття, менуетні ритми, затримання, дріблену орнаментику.
Коли великий композитор втратив слух, то з життєрадісного і товариського він перетворився на похмурого і віддаленого від людей. Від самогубства його врятувала тільки музика, його творіння. Він відчував. що ще не все зробив, для чого був покликаний. Саме в цей період почався перехід до нового Бетховенського стилю. Тоді він признається, що не задоволений своїми попередніми творами і хоче стати на новий шлях написання. У Другій симфонії, у ор. 35, у «Крейцеревій сонаті» для скрипки і фортепіано, в піснях на тексти Гелерта Бетховен виявляє небувалу силу драматизму, емоційну глибину, потяг до великих масштабів нового трактування форми. І з появою Третьої симфонії остаточно складається героїко-драматичний стиль так званого зрілого Бетховена.
Найвидатніші твори Бетховена, які відкривають нову епоху в історії музичного мистецтва, були створені у цих роках. До них належать шість симфоній: «Героїчна» (1803—4), Четверта, П'ята, «Пасторальна», Сьома, Восьма (1812); опера «Фіделіо», увертюри «Коріолан» (1807), «Леонора», музика до «Еґмонта» (1810), Скрипковий концерт (1806), Четвертий та П'ятий фортепіанні концерти (1805—6 та 1809—10 відповідно), фортепіанні сонати «Апасіоната» (1805) і «Аврора», п'ять геніальних квартетів, «32 варіації для фортепіано», «Фантазія для фортепіано, хору та оркестру», Шосте фортепіанне тріо, До-мажорна меса (1807), пісні та тексти Ґете.
У центрі Бетховенського мистецтва тих років — героїчна боротьба. Музика наповнена сильною динамікою, здобуває силу та цілеспрямованість, в яких з небувалим реалізмом віддзеркалюється діалектика життєвих процесів. Вся вона — творіння нової епохи. Долаючи канони старого мистецтва і створюючи новий героїко-драматичний стиль, Бетховен незмінно зберігав класицистську строгість форми. Він довів до досконалості логіку тематичного та тонального розвитку, цілісність форми і строгу архітектоніку, притаманні класицистській сонаті та симфонії. Для стилю зрілого Бетховена характерні героїчні теми, побудовані на акордовій тризвучній мелодиці, притаманній німецьким народним пісням. Разом з тим героїчні, фанфарно-маршові звороти зближують їх з піснями та гімнами Французької революції.
Часто Бетховенські теми дуже прості за мелодико-інтонаційним змістом, але й при цьому не втрачають невичерпний інтерес до себе. Бетховен своєю музичною мовою у творах умів вразити не тільки багатством, але й простотою. Хоча за простотою ховалось безліч різних елементів. На творчість Бетховена неабияк вплинула поезія Ґете. Композитор написав ряд пісень на любовно-ліричні вірші поета, музику до драми «Еґмонт», а також задумав покласти на музику створену в той час першу частину «Фауста».

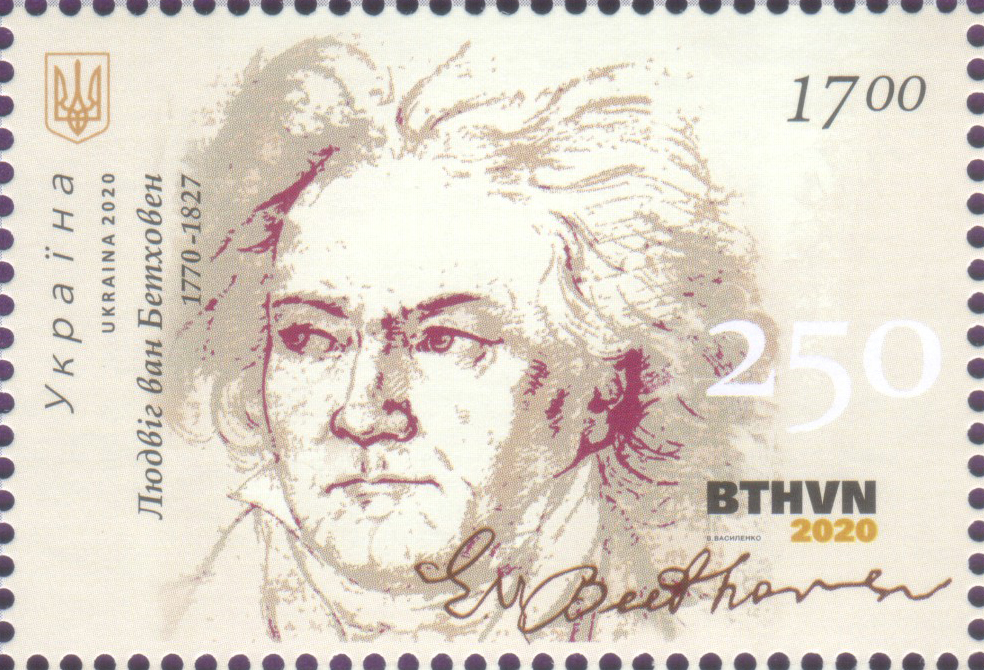
Марка Укрпошти «Людвіг ван Бетховен. 1770—1827» (2020)

Історичні події 1810—1820 років, які різко змінили соціально-політичну обстановку в Європі, безпосередньо вплинули і на життя та творчість Бетховена. Політика Наполеона викликала у Німеччині та Австрії широкий патріотичний підйом. Саме в той час вперше були почуті твори музично-романтичної школи — пісні Вебера, Шуберта, Льове, опери Гофмана, Вебера, Шпора. Глибокий зв'язок з народною національною культурою виявився характерною особливістю романтичних мистецьких напрямів у Німеччині та Австрії нового часу. Разом з тим у творчості романтиків стає помітним відхилення від естетики та художньої форми Бетховенського покоління. Героїчна тема революції, така близька Бетховенові, поступилась більш суб'єктивним темам: збільшився інтерес до внутрішнього світу людини, її тонких душевних переживань. Здавалось, що композитор вичерпав свою революційну тему. В той період він більше звертався до лірики, до пісенного жанру, до жанру романтиків — пісні.
У творчості великого композитора не всі дні були багаті на написання шедеврів. У період застою його творчості були написані такі маловідомі твори як «Іменинна увертюра» ф.115, кантата «Славна мить», симфонія «Битва при Віторії».
Критичний період для Бетховена збігся з моментом його найвищої слави. У 1813 році наполеонівська армія зазнала поразки в битві при Віторії. Бетховен написав у зв'язку з цим симфонію для симфонічного оркестру з участю гармат та дзвонів. Оркестром Бетховен диригував сам. Грандіозно виконаний твір приніс композитору великий успіх, якого не мала жодна інша симфонія. Через деякий час відкрився Віденський конгрес, Бетховен виступив з кантатою «Славетна мить», і після виступу йому було дане звання почесного громадянина міста Відня.
Погіршувалось життя композитора разом із погіршенням слуху. Він не міг вільно спілкуватися з людьми, ускладнювалась його виконавська діяльність. У той час цікавість до серйозної, класичної музики різко зменшилася. Видавці навіть перестали публікувати сонати та симфонії, обмежуючись танцювальними п'єсами, перекладами популярних опер. На оперній сцені процвітали модні чужоземні новачки; процвітало салонне мистецтво… І саме в той час слава Бетховена почала гаснути.
Бетховен, будучи відданим своїм революційним переконанням, часто у розмовах з друзями засуджував політику. І тільки світова слава вберегла композитора від арешту. Саме у роки кризи життя Бетховена його мистецтво стало надбанням широкої аудиторії, завоювавши народну любов.

### Пізня творчість
Після певної перерви у творчості в музиці Бетховена з'являється новий стиль. П'ять останніх фортепіанних сонат, дві сонати для віолончелі ор.102, «Багателі» ор.126, фуга для струнного квінтету, «33 варіації на вальс Діабеллі», Дев'ята симфонія, «Урочиста меса», п'ять квартетів. Глибина думки, рішуче, сміливе новаторство, характерні для всієї творчості Бетховена. Думка про Дев'яту симфонію зародилася ще в роки кризи, але за реалізацію композитор взявся лише у 1822 році.
У пізній творчості Бетховена найбільше виділяється тяга до філософсько-піднятого відображення дійсності, поглибленого мислення. Це завжди було характерно для Бетховена. Новизною у пізній творчості Бетховена є «вальсова» тема. Разом з тим в музиці, побудованій на народно-жанрових і пісенних темах, Бетховен звертається до варіаційних прийомів розвитку. У цей період композитора як ніколи приваблювала хорова музика. Він створив хоровий фінал у Дев'ятій симфонії, «Урочисту месу» і залишив величезну кількість нарисів до хорових творів, яким так і не довелось вийти у світ.
Творчі замисли Бетховена народжувались безперервно. Мріяв написати «Реквієм» і музику до «Фауста», написати нову шкалу фортепіанної гри. Маючи за плечима безмежну кількість творів, Бетховен до останнього моменту свого життя почувався так, ніби не написав ще жодної ноти. Фортепіанна соната була для Бетховена найбільшою формою вираження його думок і почуттів, його головних художніх напрямків. Композитор на фортепіано імпровізував найчастіше у сонатній формі. У цих імпровізаціях зароджувались образи його майбутніх шедеврів. Кожна Бетховенська соната — завершення художнього твору; всі разом вони утворюють скарб класичної думки у музиці.
Всі сонати Бетховена відрізняються одна від одної. Деколи композитор не дотримується традиційних тональних співвідношень. І завжди сонатний цикл виходить цілісним організмом, в якому всі частини і теми об'єднуються між собою глибокими, часто прихованими від зовнішнього слуху внутрішніми зв'язками.
Фортепіанний спадок Бетховена також зберігає у собі 3 збірки багателей, понад 20 циклів варіацій, 4 рондо, близько 40 маленьких фортепіанних п'єс (вальси, лендлери, екосези, менуети). Перше місце серед цих творів займають варіації. Бетховен починав свою фортепіанну творчість з варіацій і ними ж закінчив її. Після сонати це була найулюбленіша із форм.

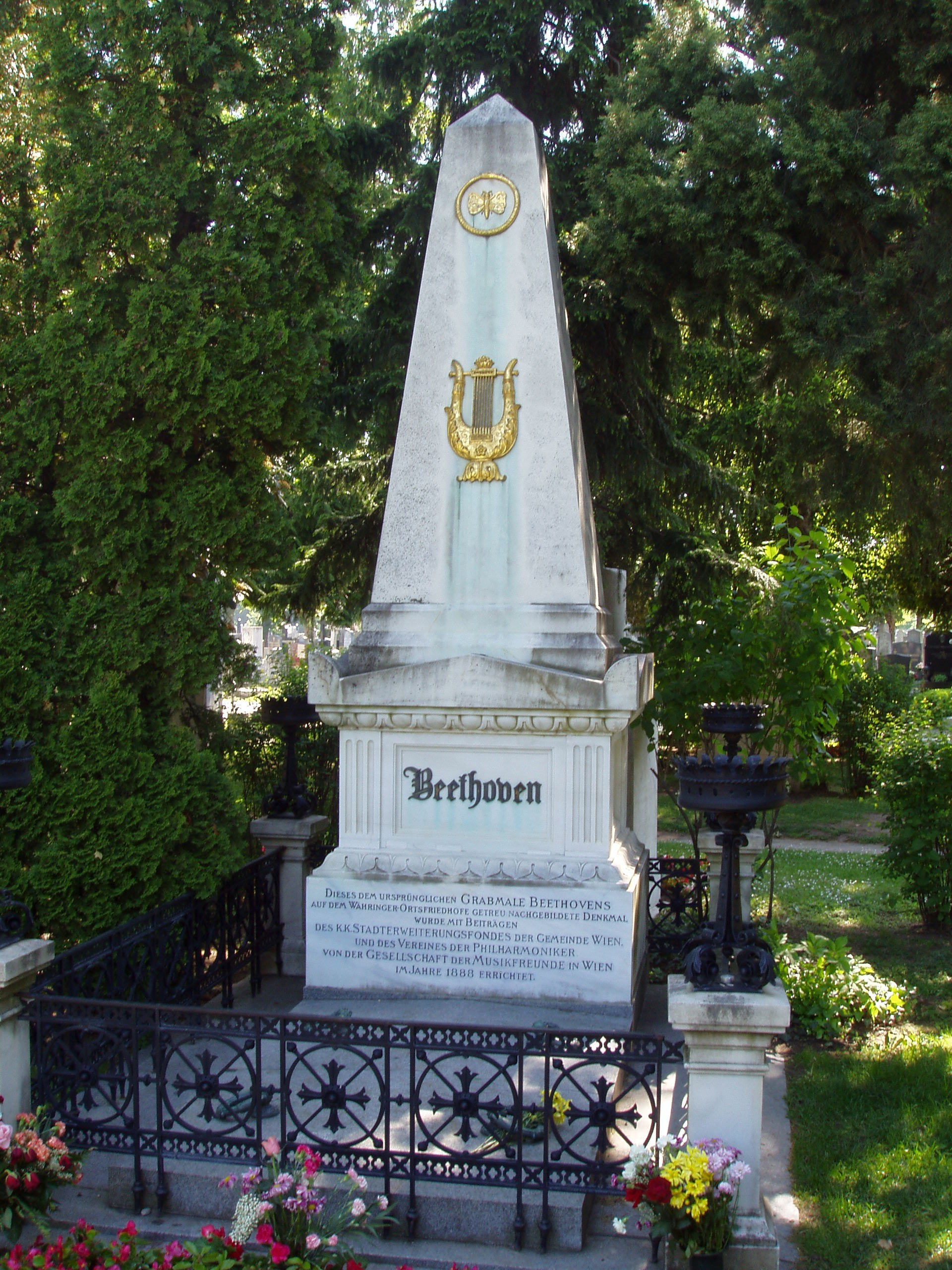
Могила Бетховена

Єдина опера Бетховена — «Фіделіо» (1805—1814). Вона — одне з найзначніших явищ у музично-драматургійному мистецтві XIX ст. Невдала сценічна доля опери пояснюється сміливістю її задуму і втілення. На тлі застою традицій опера Бетховена здавалась у свій час такою ж новаторською і важкою для сприйняття, як була «Героїчна симфонія» у області сучасної інструментальної музики. Цю оперу неможливо віднести до якогось єдиного оперного напрямку. З рідкісною свободою і органічністю Бетховен поєднав принципи різноманітних шкіл. Герой «Фіделіо» — героїчний і одухотворений. Цю оперу Бетховен писав у стилі і дусі шиллерівської драми. Інших опер не писав, тому що не міг знайти теми, яка б підходила.
Вокальна лірика займає у творчому спадку Бетховена набагато менш помітне місце, ніж великі інструментальні та вокально-драматичні жанри. Він створив близько 80 пісень, 20 канонів, ряд арій і ансамблів. Пісенна мініатюра мало була схожа на філософське мистецтво і героїчні сюжети. Але не зважаючи на це, до пісенного жанру Бетховен звертався все своє творче життя. Саме у його творчості німецька пісня вперше помітно піднялась на рівень побутового мистецтва і стала виразністю різноманітних складних ідей і почуттів. Не тільки ліричні образи, але й філософські теми, громадські мотиви, сатира, гумор знайшли своє місце у вокальній ліриці Бетховена.

### Невідомий твір Pange Lingua
2010 року професор Манчестерського університету Баррі Купер опублікував досі невідомий твір Бетховена — аранжування григоріанського гімну «Pange Lingua». За словами вченого, інші дослідники знали про нього, але вважали, що це просто «вправа або нарис», оскільки «мало вигляд як набір нот». Уривок співу був записаний приблизно 1820 року в записну книжку, яка зберігалась у Берлінській державній бібліотеці. Унікальність знахідки полягає в тому, що композитор майже не писав духовні твори. Імовірно, Бетховен підготував спів для церемонії зведення його покровителя ерцгерцога Рудольфа в сан архієпископа Оломоуца.
24 жовтня 2012 року твір уперше був виконаний у Манчестерському університеті.

### Учні
Бетховен почав давати уроки музики ще в Бонні. Його боннський учень Стефан Брейнінг до кінця днів залишався найвідданішим другом композитора. Брейнінг допоміг Бетховену переробити лібрето «Фіделіо». У Відні ученицею Бетховена стала юна графиня Джульєтта Гвиччарди. Джульєтта була родичкою Брунсвік, у сім'ї яких композитор бував особливо часто. Бетховен захопився своєю ученицею і навіть думав про одруження. Літо 1801 року він провів в Угорщині, в маєтку Брунсвік. За однією з гіпотез, саме там була складена «Місячна соната». Композитор присвятив її Джульєтті. Однак Джульєтта віддала перевагу графу Галленбергу, бо вважала саме його талановитим композитором. Про твори графа критики писали, що в них можна точно вказати, з якого твору Моцарта чи Керубіні запозичена та чи інша мелодія. Ученицею Бетховена була і Тереза Брунсвік. Вона володіла не тільки музичною обдарованістю — вона чудово грала на роялі, співала і навіть диригувала.
Познайомившись з відомим швейцарським педагогом Песталоцці, вона вирішила присвятити себе вихованню дітей. В Угорщині Тереза відкрила благодійні дитячі садки для дітей бідняків. До самої смерті (Тереза померла в 1861 році в поважному віці) вона залишилася вірною обраній справі. Бетховена пов'язувала з Терезою тривала дружба. Після смерті композитора було знайдено великий лист, що отримав назву «Лист до безсмертної коханої». Адресат листа невідомий, але деякі дослідники вважають «безсмертною коханою» Терезу Брунсвік. Ученицею Бетховена була і Доротея Ертман, одна з найкращих піаністок Німеччини.
Ертман славилася виконанням бетховенських творів. Композитор присвятив їй Сонату № 28. Дізнавшись, що у Доротеї померла дитина, Бетховен довго грав їй.
Наприкінці 1801 року у Відень приїхав Фердинанд Ріс. Фердинанд був сином боннського капельмейстера, друга сім'ї Бетховенів. Композитор прийняв юнака. Як і інші учні Бетховена, Ріс уже володів інструментом і до того ж писав. Одного разу Бетховен зіграв йому щойно закінчене адажіо. Музика так сподобалася юнакові, що він запам'ятав її напам'ять. Зайшовши до князя Ліхновського, Ріс зіграв п'єсу. Князь вивчив початок і, прийшовши до композитора, сказав, що хоче зіграти йому свій твір. Бетховен, який мало церемонився з князями, категорично відмовився слухати. Але Ліхновський все-таки заграв. Бетховен одразу здогадався про витівку Ріса і страшно розсердився. Він заборонив учневі слухати свої нові твори і справді ніколи більше йому нічого не грав. Одного разу Ріс зіграв свій марш, видавши його за бетховенський. Слухачі прийшли в захват. Присутній тут же композитор не став викривати учня.
Одного разу Рісу довелося почути новий твір Бетховена. Якось на прогулянці вони заблукали і повернулися додому до вечора. По дорозі Бетховен гарчав бурхливу мелодію. Прийшовши додому, він одразу сів за інструмент і, захоплений, зовсім забув про присутність учня. Так народився фінал «апасіонат».
В один час з Рісом у Бетховена почав учитися і Карл Черні. Карл був, мабуть, єдиною дитиною серед бетховенських учнів. Йому виповнилося лише дев'ять років, але він вже виступав з концертами. Його першим учителем був батько, відомий чеський педагог Венцель Черні. Коли Карл вперше потрапив у квартиру Бетховена, де, як завжди, панував безлад, і побачив людину з темним неголеним обличчям, в жилеті з грубої вовняної тканини, то прийняв його за Робінзона Крузо.
Черні провчився у Бетховена п'ять років, після чого композитор видав йому документ, у якому наголошував «виняткові успіхи учня і його гідну подиву музичну пам'ять». Пам'ять у Черні справді була разючою: він знав напам'ять усі фортепіанні твори вчителя. Черні рано почав педагогічну діяльність і незабаром став одним з найкращих педагогів Відня. Серед його учнів був Теодор Лешетицький, якого можна назвати одним із засновників російської фортепіанної школи. З 1858 року Лешетицький жив у Петербурзі, а з 1862 по 1878 рік викладав у щойно відкритій консерваторії. Тут у нього навчалися А. Н. Єсипова, згодом професор тієї ж консерваторії, В. І. Сафонов, професор і директор Московської консерваторії, С. М. Майкапар.
У 1822 році до Черні прийшли батько з хлопчиком, що приїхав з угорського містечка Доборьян. Хлопчик не мав поняття ні про правильну посадку, ні про аплікатури, але досвідчений педагог одразу зрозумів, що перед ним незвичайна, обдарована, можливо, геніальна дитина. Звали хлопчика Ференц Ліст. Ліст учився у Черні півтора року. Успіхи його були настільки великі, що вчитель дозволив йому виступати перед публікою. На концерті був присутній Бетховен. Він вгадав обдарованість хлопчика і поцілував його. Ліст все життя зберігав пам'ять про цей поцілунок.
Не Ріс, не Черні, а Ліст успадкував бетховенську манеру гри. Подібно до Бетховена, Ліст трактує рояль як оркестр. Під час гастролей Європою він пропагував творчість Бетховена, виконуючи не тільки його фортепіанні твори, а й симфонії, які він адаптував для рояля. У ті часи музика Бетховена, особливо симфонічна, була ще невідома широкій аудиторії.

## Причини хвороби та смерті
Довгий час вважалося, що причиною хвороб Бетховена було лікування свинцем, яке спричинило отруєння організму. Цей висновок був зроблений після вивчення пасма волосся, яке ніби-то належало композитору. Однак сучасні дослідження ДНК зразків показали, що саме цей зразок волосся належав жінці, а дослідження інших пасм, які ймовірно належали Бетховену, показали, що справжньою причиною смерті Бетховена міг бути хронічний гепатит В з виходом в цироз печінки.

## Бетховен і Україна
Відомі звернення Бетховена у своїй творчості до української народної пісні, яка опинилася в полі зору німецького композитора внаслідок знайомства із сином останнього українського гетьмана Кирила Розумовського — Андрієм Розумовським, послом Росії в Австрії. У посольській садибі у Відні незмінним успіхом користувалася саме українська музика у виконанні українських співаків та бандуристів. З 1806 року Бетховен був частим відвідувачем посольських вечорів, виступав у салоні Розумовського, знайомився з його бібліотекою, яка, зокрема, містила видання українських народних пісень, партитури і клавіри творів українських композиторів.

Андрій Розумовський замовив Бетховену три квартети, і композитор виконав замовлення. У першому квартеті він використав мелодію української народної пісні «Ой надворі метелиця», в другому і третьому — варіації на тему пісні «Од Києва до Лубен». Квартет Розумовського став першим виконавцем присвячених йому творів. Ці твори високо оцінив Ромен Ролан: 
Не наважусь навіть сказати, що вони кращі за всі інші квартети. Окрім ориґінального замислу і нечуваної відваги вони характеризуються симфонічною довершеністю звучання. 
Зацікавився Бетховен і українським танцем «Козачок». Його мелодію композитор використав у своїй творчості двічі: у 8-й сонаті для скрипки та фортепіано, а також у першій частині 16-ї сонати для фортепіано. Мелодії козацьких пісень, почуті у Розумовського, містяться у заключній частині «Апасіонати» (Соната №23, Опус 57) і в 9-й симфонії, а в одній із його сонат звучить українська пісня «Одна гора високая». Не раз звертався великий композитор до пісні «Їхав козак за Дунай». Вперше — у 1815—1816 роках, готуючи збірку шотландських народних пісень, яку у нього замовив единбурзький видавець Г. Томсон. Працюючи над збіркою, композитор вирішив додати до шотландських пісень ще й слов’янські, видавши збірку під іншою назвою — «24 пісні різних народів» (1816 р.). Так, у цій збірці є обробка для голосу і фортепіанного тріо пісні «Їхав козак за Дунай». Є також варіації на основі цієї пісні, а також варіації на основі пісні «За городом качки пливуть» (1818). Дещо пізніше Бетховен знову повернувся до уподобаної ним української пісні «Їхав козак за Дунай»: цього разу він опрацював її для голосу у супроводі фортепіано, скрипки і віолончелі. Втретє він взявся за цю пісню у 1810 році, створивши нову обробку для фортепіано і флейти (Опус 107).
В Україні з-поміж відомих виконавців музики Бетховена були М. Лисенко (як піаніст і хор. диригент; написав власну каденцію до Фортепіанного концерту № 4 Б.), О. Виноградський, І. Слатін, згодом М. Колесса, Н. Рахлін, Квартет ім. М. Лисенка. У Львові духовні твори Бетховена публікувалися поряд із композиціями західноукраїнських митців.

## Вшанування пам'яті
Вулиця Бетховена у містах України та інших державах світу

## Список творів
- 9 симфоній: № 1 (1799—1800), № 2 (1803), № 3 «Героїчна» (1803—1804), № 4 (1806), № 5 (1804—1808), № 6 «Пасторальна» (1808), № 7 (1812), № 8 (1812), № 9 (1824).
- 11 симфонічних увертюр, серед яких «Коріолан», «Егмонт», «Леонора» № 3.
- 5 концертів для фортепіано з оркестром.
- 6 юнацьких сонат для фортепіано.
- 32 сонати для фортепіано (в тому числі «Місячна», «Патетична»), 32 варіації і близько 60 п'єс для фортепіано.
- 10 сонат для скрипки і фортепіано (в тому числі «Крейцерова»).
- Концерт для скрипки з оркестром, концерт для фортепіано, скрипки та віолончелі з оркестром («потрійний концерт»).
- 5 сонат для віолончелі та фортепіано.
- 16 струнних квартетів.
- 6 тріо.
- Балет «Творіння Прометея».
- Опера «Фіделіо».
- Урочиста меса.
- Вокальний цикл «До далекої коханої».
- Пісні на вірші різних поетів, обробки народних пісень.

### Пісні, перекладені українською
видання
- Бетховен Л. Збірка пісень, Вип. 1 /За ред. Д. Ревуцького. — К.: Книгоспілка, [Б. р.]. — 23 с.
Пісня про спокій. Травнева пісня. Хлопчик із байбаком. Чарівна квітка. Про смерть. Щастя дружби, «У цій могилі темній…». Прагнення.
- Бетховен Л. Збірка пісень. Вип. 2 /За ред. Д. Ревуцького, — К.: Книгоспілка, [Б. р.]. — 29 с.
Спогад. Пісня Клерхен (1). Міньйон. Жив-був король багатий. Насолода смутку. Прагнення. Бардів дух. Покора.
- Бетховен Л. Збірка пісень. Вип. З /За ред. Д. Ревуцького, — К.: Книгоспілка, [Б. р.]. — 20 с.
- Бетховен Л. Пісні: Для одного голосу в супроводі ф-но / За ред. А. Доливо. — М.: Держ. муз. вид-во, 1937, — 55 с. — (Сер. 1). — Літ. текст: рос., нім., укр.

список пісень
- Бабак: «Чимало я пройшов країн…»: Ор. 52, № 7  / Пер. Д. Загула [16]
- Бардів дух: «На скелі постать…»: / Сл. Ф. Р. Германа; Пер. Л. Старицької-Черняхівської [17]
- «Голубко, любонько, де ж ти?»: Ор. 82, № 3 / Пер. Д. Загула[18]
- До коханої: «Разом з тобою й я сумую…» / Пер. Д. Загула [19]
- «Жив-був король багатий…» (Пісня про блоху): Ор. 75, № 3  / Сл. В. Гете; Пер. Д. Ревуцького [20]
- З мальованою стрічкою: «Сиплють щедрими руками…»: Op. 83, № 3 / Пер. Д. Загула[21]
- «Люблю тебе…»: Ор. 52, № 12 / Пер. Д. Загула[22]
- Міньйон: «Знав ти той край…»: Ор. 75, № 1 / Сл. В. Гете; Пер. М. Рильського[23]
- Насолода смутку: «Лийтесь ви…»: Ор. 83, № 1 / Сл. В. Гете; Пер. Д. Ревуцького[24]
- Насолода смутку: «Хай течуть…»: Op. 83, № 1 / Пер. Д. Загула[25]
- Нове кохання — нове життя: «Серце, серце, що з тобою?»: Ор. 75 № 2 / Пер. Д. Загула[26]
- Пісня Клерхен (1): «Гремлять барабани…»: Ор. 84, № 1 / Сл. В. Гете; Пер. М. Рильского[27]
- Пісня про спокій: Дає кохання спокій нам…": Ор. 52, № 3 / Сл. Г. Юльцена; Пер. B. Щепотьєва[28]
- Покора: «Згасай, згасай, огню!» / Сл. П. Гаугвіца; Пер. М. Рильского[29]
- Поцілунок: «Сидів я в Хлої…»: Ор. 128 / Пер. Д. Загула[30]
- Прагнення: «Хто лише муку зна…» / Сл. В. Гете; Пер. М. Зерова[31]
- Прагнення: «Що надить так серце…»: Op. 83, № 2 / Сл. В. Гете; Пер. М. Зерова[32]
- Про смерть: «Мало жити нам дано…»: Ор. 48, № 3 / Сл. Ф. Геллерта; Пер. М. Рильского[33]
- Розлука: «О, в цей момент розлуки…»: Ор.52, № 9 / Пер. Д. Загула[34]
- Смерть: «Так мине мій час життя…»: Ор.48, / Пер. Д. Загула[35]
- Спогад: «Ти вся в думках…» / Сл. Ф. Маттисон[36]
- Спокій: «В обіймах любки гарно нам…»: Ор. 52, № 3 / Пер. Д. Загула[37]
- Травнева пісня: «Сміється природа…»: Op.52, № 4 / Сл. В. Гете; Пер. М. Зерова[38]
- Туга: «Що серце так вабить…»: Ор. 83. № 2 / Пер. Д. Загула[39]
- «У цій могилі темній…»[40]
- Хлопчик із байбаком: «Мені судилось мандрувать…»: Ор. 52, № 7 / Сл. В. Гете; Пер. М. Рильського[41]
- Чарівна квітка: «Чудесна квіточка одна…»: Ор. 52, № 8 / Сл. Г. А. Бюргера; Пер. В. Щепотьєва[42]
- «Чому не йдеш ти?»: Op. 82, № 4 / Пер. Д. Загула[43]
- Щастя дружби (Щастя життя): «Хто праведне життя веде…»: Ор.88[44]